# Санкт-Еріксбрун
59°20′14″ пн. ш. 18°02′04″ сх. д. / 59.33716667° пн. ш. 18.03458333° сх. д.
Санкт-Еріксброн (швед. Sankt Eriksbron) — міст у центрі Стокгольма, Швеція. 
Перетинає Барнгусвікен, сполучає Кунгсгольмен з Норрмальмом. 
Міст було відкрито в 1937 році. 
Сусідні мости: Кунгсбрун, Барнгусбрун, Стадсгусбрун, Кларабергсвіадуктен і Екелундсбрун.

## Назва
Міст найменовано на честь святого покровителя Стокгольма, Еріка IX Шведського (1120–1160). 
Спочатку на честь нього була найменована вулиці, що проходить через міст, Санкт-Еріксгатан, в 1885 році. 

## Історія
В 1880-х роках Стокгольм швидко розширювався, і два невеликих мости, що сполучали Кунгсгольмен і Норрмальм, на відстані 2,5 км один від одного, вважалися недостатніми. 
Впливовий містобудівник Альберт Ліндгаген (1823–1887) запропонував побудувати міст на південь від нинішнього в 1866 році, але його нинішнє розташування було визначено в плані міста, затвердженому в 1880 році. 
В 1900 році міська рада ухвалила рішення про сталевий міст шириною 18 м і довжиною 227 м із судноплавним просвітом 15,2 м, а фундаментні роботи були розпочаті в 1903 р. 
Після завершення в 1906 р. міст мав три центральні прольоти з 40-м арковою головною балкою. 

Оскільки територія по обидва боки мосту зазнала швидкого розвитку в поєднанні з одночасною розвитком західного передмістя, значення мосту зростало, і до середини 1930-х років транспортне навантаження спонукало до реконструкції та розширення мосту. 
Старі фундаменти були укріплені, а стару сталеву конструкцію замінили балками, що несуть бетонну підлогу шириною 24 м. 
Під проїжджою частиною було зарезервовано місце для майбутнього метро, яке пізніше було споруджено після Другої світової війни . 